# Apogonia heptagona
Apogonia heptagona är en skalbaggsart som beskrevs av Lansberge 1879. Apogonia heptagona ingår i släktet Apogonia och familjen Melolonthidae. Inga underarter finns listade i Catalogue of Life.